# Hold utcai vásárcsarnok
A Hold utcai vásárcsarnok, mai hivatalos nevén Belvárosi Piac egyike a monarchia alatt épült hat nagy budapesti vásárcsarnoknak. 2022 nyarától fényművészeti múzeumként üzemel (Light Art Museum).

## Jellemzői
Az V. kerületi Hold utca és Vadász utca között elhelyezkedő épület 1892–1896 között épült Czigler Győző tervei szerint V. számú vásárcsarnokként. Az eklektikus stílusú, 2107 m² csarnok 190 állandó és 80 ideiglenes árusítóhellyel, valamint rendőrségi-, és mentőszobával, kávémérőhellyel, vásárfelügyelőséggel rendelkezett, kívül pedig étterem, húsvizsgáló csatlakozott hozzá.
2014-ben felújításon esett át a vásárcsarnok, és a Belvárosi Piac nevet kapta, amely fokozatosan termelői piaccá alakult. 
A Covid19-pandémia miatt megcsappant turizmusnak hatása olyan mértékű volt, hogy 2021. január 1-jétől ideiglenesen bezárták. 2022. novemberében fényművészeti múzeum nyílt az épületben.

## Nyitvatartás
Minden nap reggel 10 és este 10 között.

## Képtár

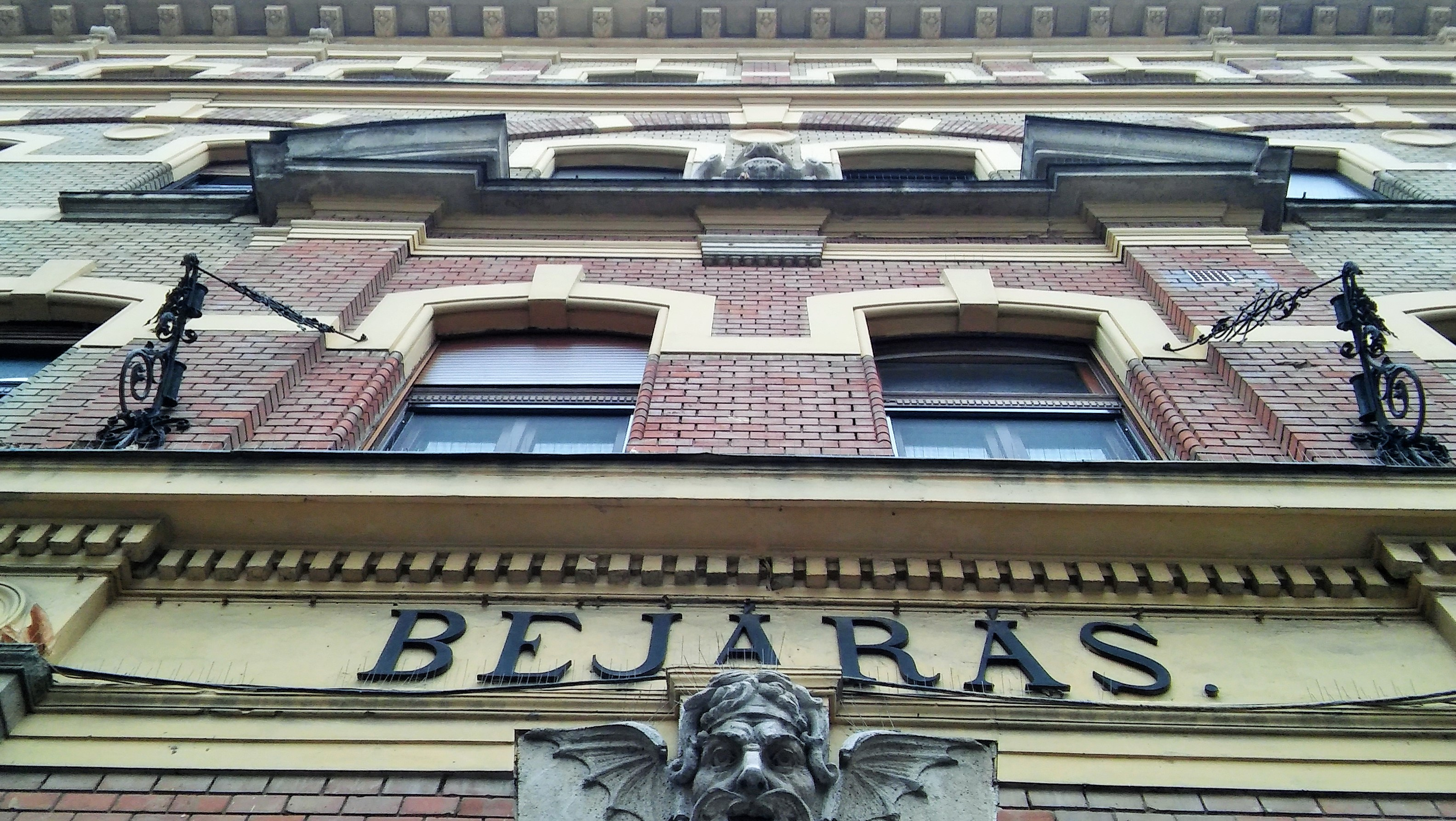
Bejárati homlokzat alulról
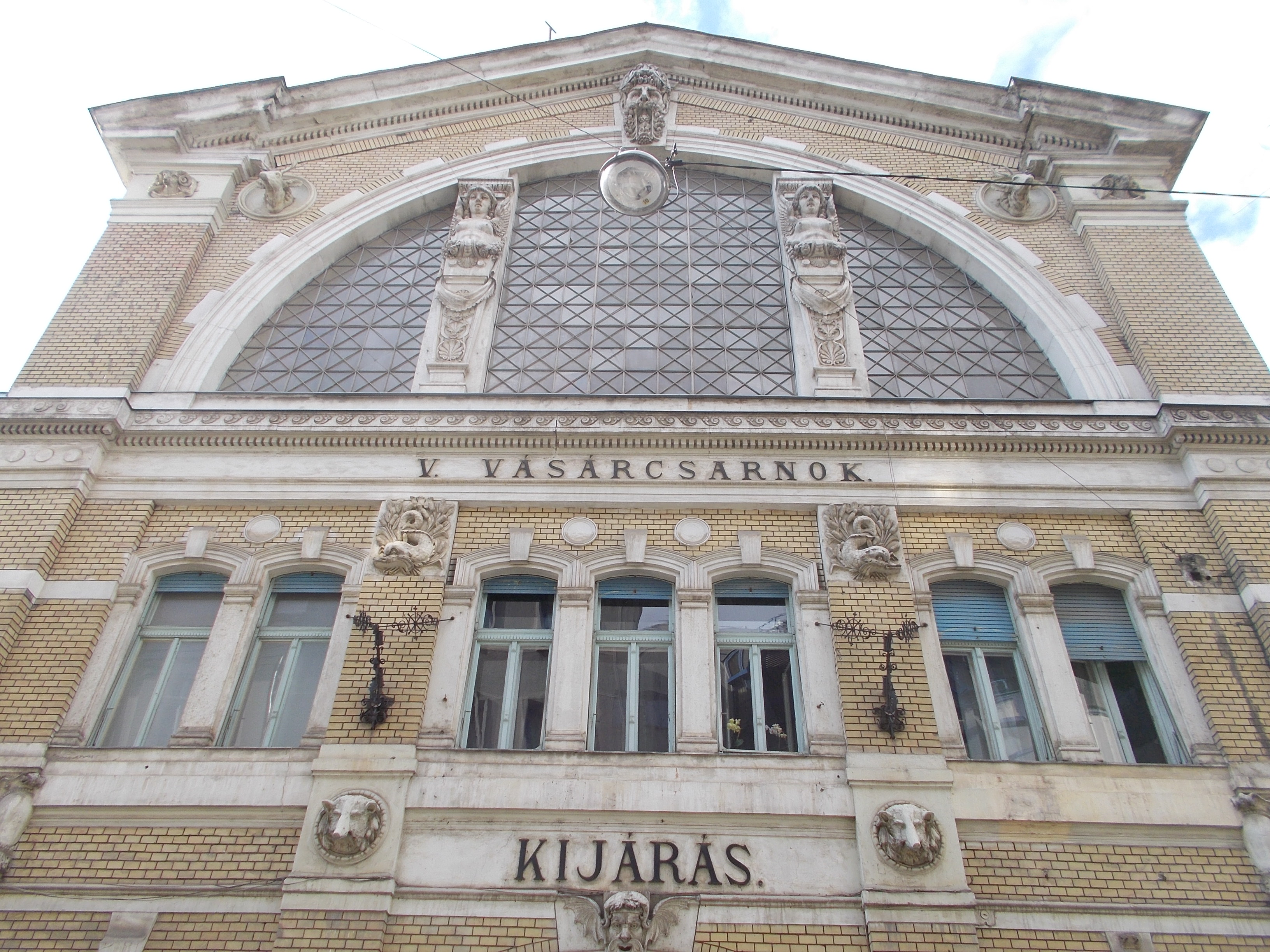
Kijárati homlokzat
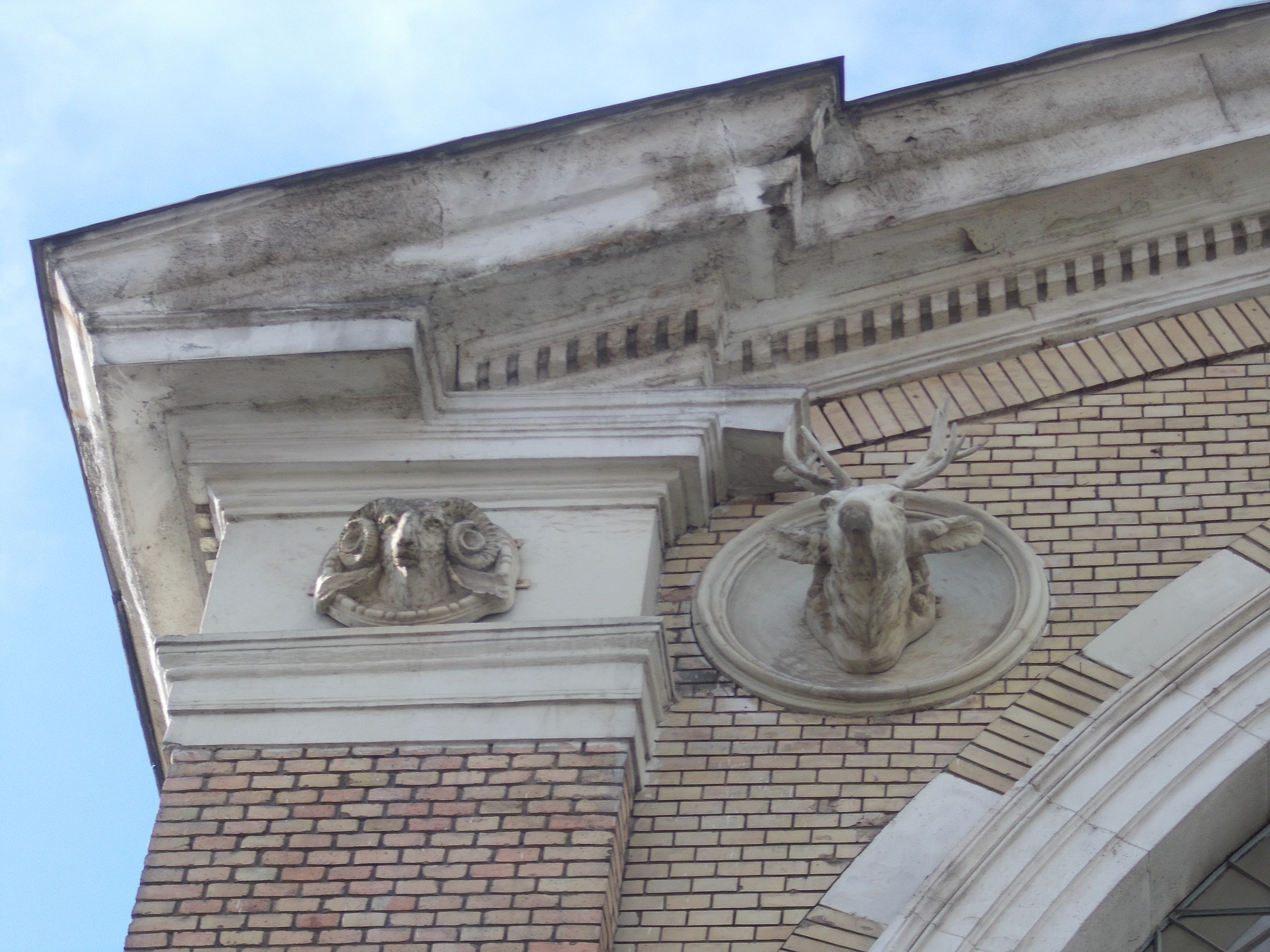
Épületdísz
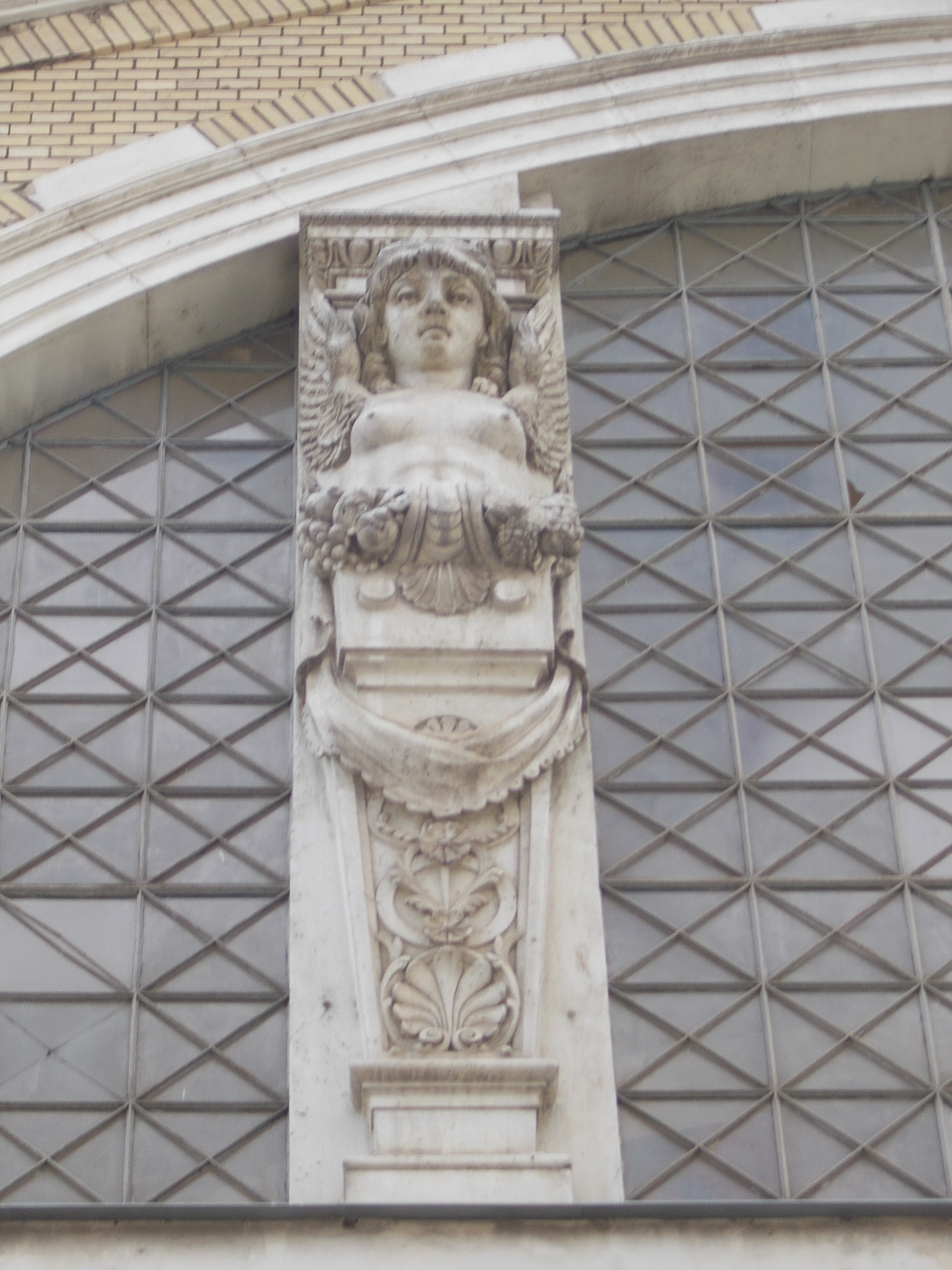
Épületdísz
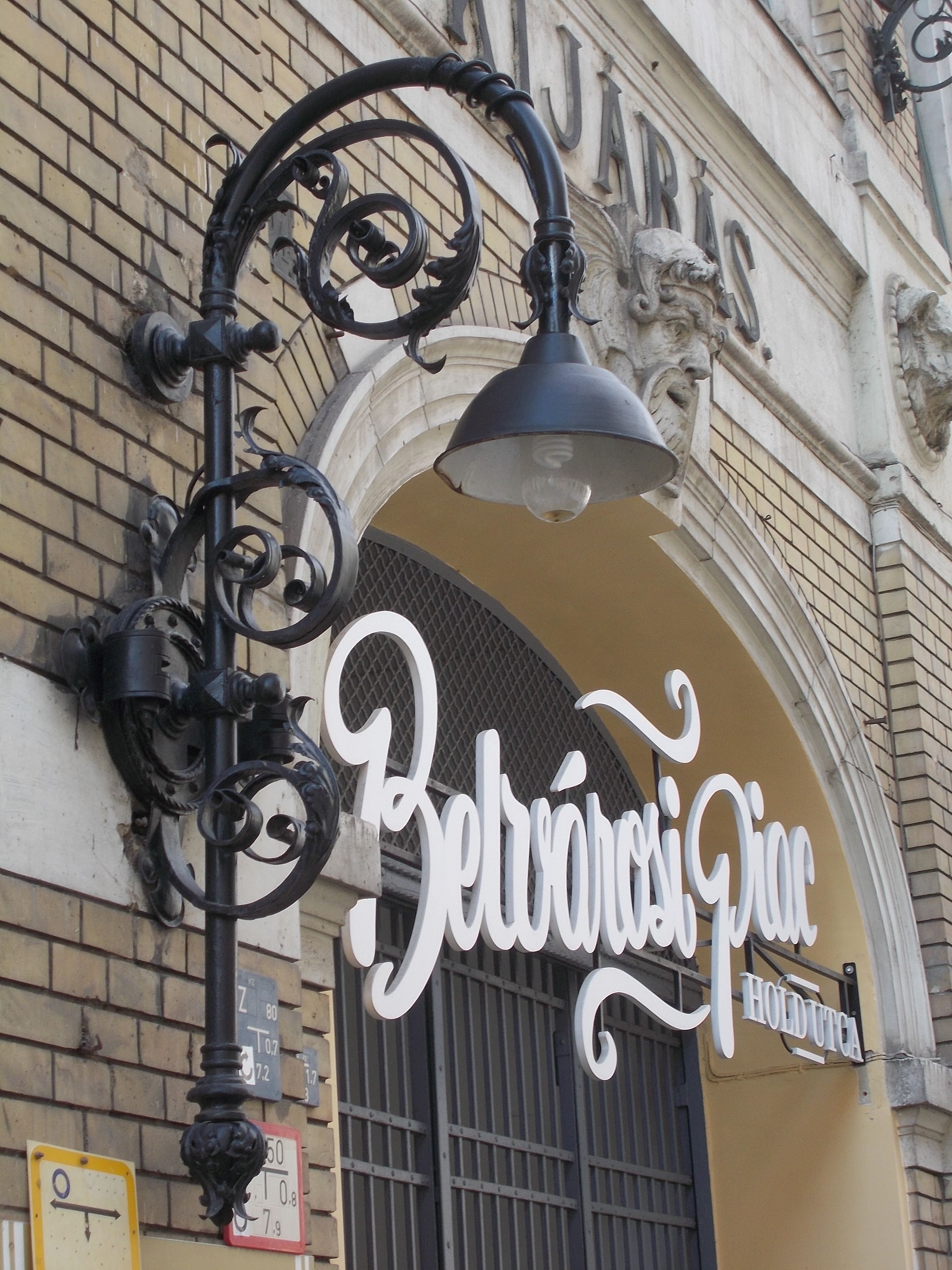
Világítótest
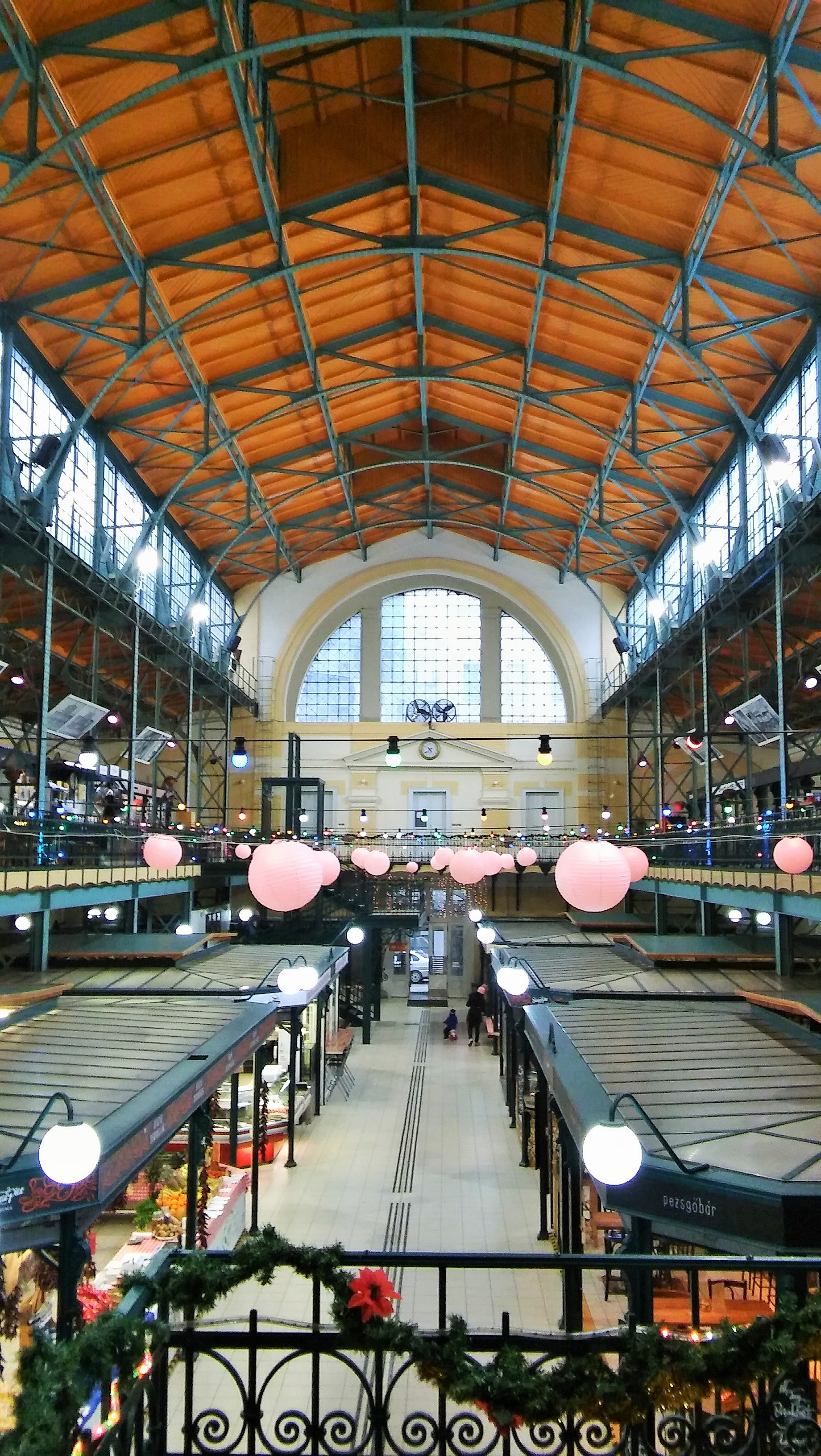
A csarnok belseje napjainkban
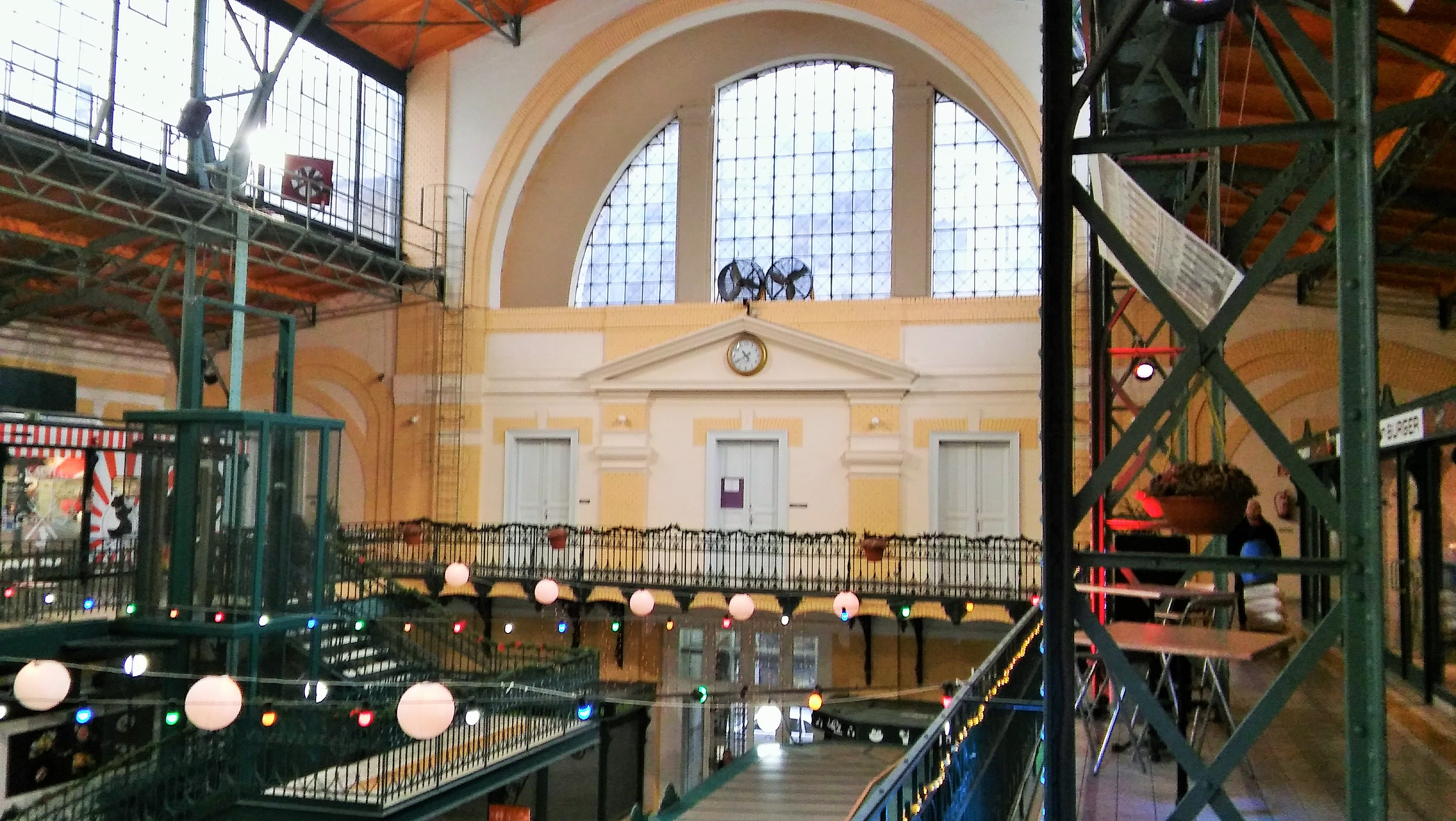
Csarnokbelső
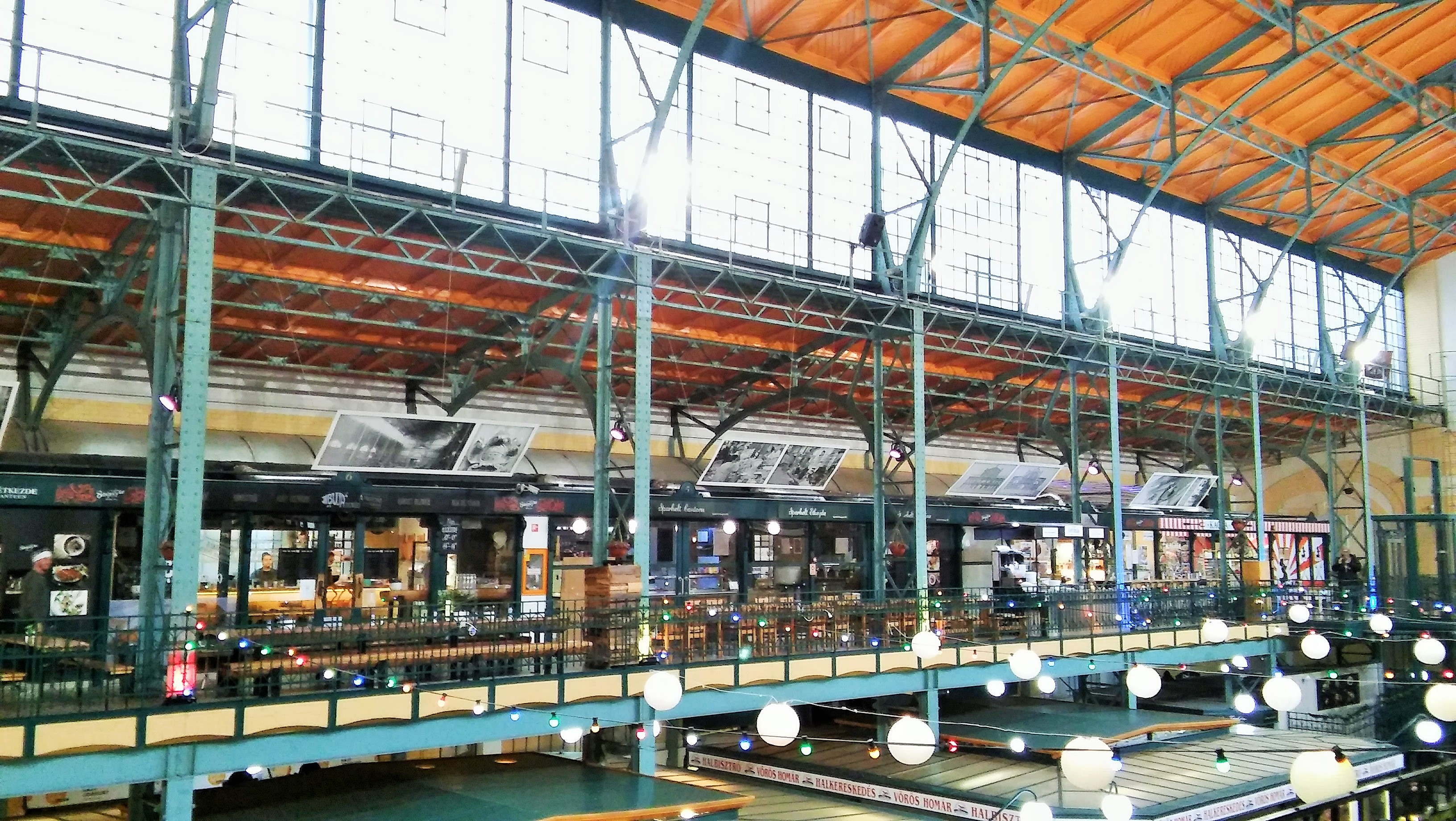
Galéria
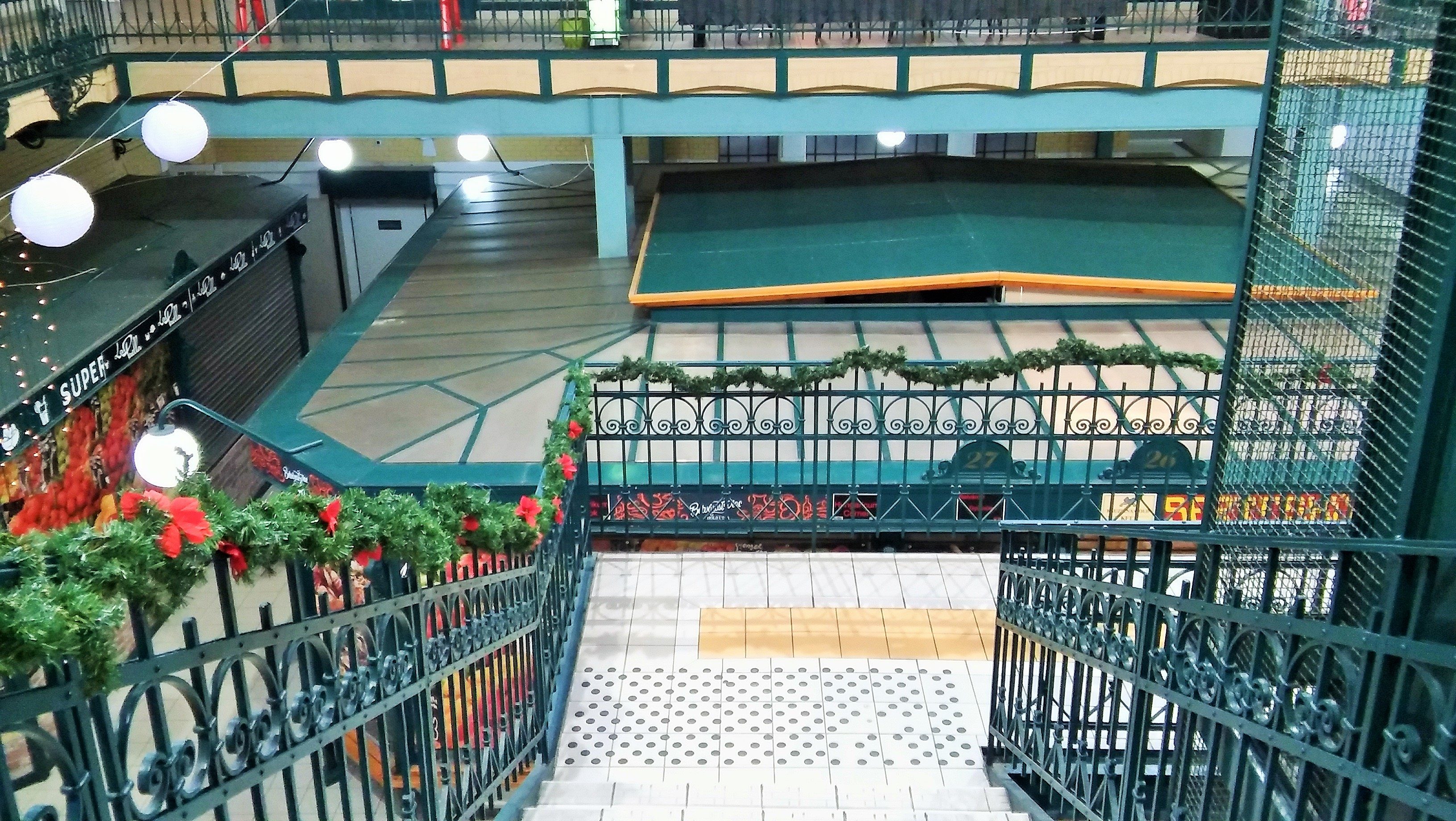
Díszes korlátok
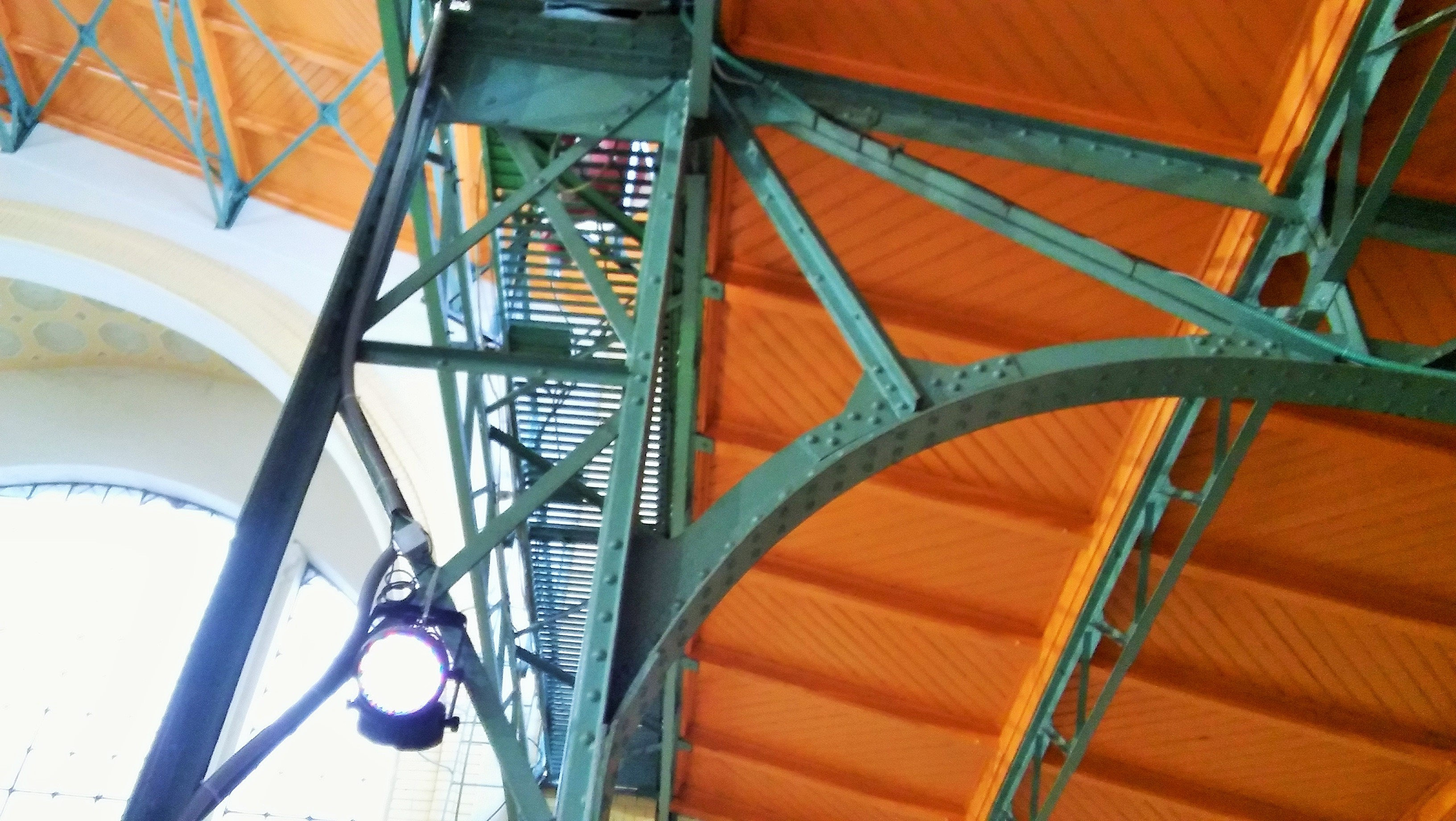
Vasszerkezet